# Harold R. Stark
	Harold Rainsford Stark (Wilkes-Barre, 12 de novembro de 1880 – Washington, 20 de agosto de 1972) foi um oficial naval estadunidense que atuou como o Chefe de Operações Navais de agosto de 1939 até março de 1942 e depois como o Comandante das Forças Navais dos Estados Unidos na Europa durante a Segunda Guerra Mundial.

## Biografia
Stark nasceu na cidade de Wilkes-Barre, na Pensilvânia. Se formou na Academia Naval dos Estados Unidos em 1903 e participou da Primeira Guerra Mundial como um membro do estado-maior do Comandante das Forças Navais dos Estados Unidos na Europa. Após a guerra atuou como Chefe do Estado-Maior para o Comandante das Esquadras de Contratorpedeiros da Frota de Batalha e ajudante do Secretário da Marinha. Foi promovido a contra-almirante e tornou-se chefe do Escritório de Munições, seguido por períodos como comandante de divisões de cruzadores e também da força de batalha de cruzadores.
Stark se tornou o Chefe de Operações Navais em 1939 e nesta função elaborou as bases da coordenação estratégica com o Reino Unido na Segunda Guerra Mundial, também implementando patrulhas de neutralidade na Costa Leste. Ele conseguiu aprovar no Congresso em 1940 uma grande expansão da marinha e estabeleceu a estratégia de "Europa primeiro" para a guerra. Se tornou o Comandante das Forças Navais dos Estados Unidos na Europa em 1942 e nesta capacidade supervisionou a participação estadunidense nos Desembarques da Normandia. Stark se aposentou em 1946 e morreu em Washington em 1972.